# Cycas tansachana
Cycas tansachana är en kärlväxtart som beskrevs av Kenneth D. Hill och S.L. Yang. Cycas tansachana ingår i släktet Cycas, och familjen Cycadaceae. IUCN kategoriserar arten globalt som akut hotad. Inga underarter finns listade i Catalogue of Life.

## Bildgalleri

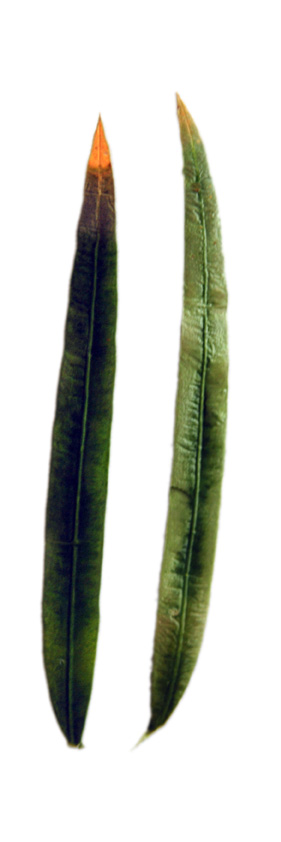